# Baeocera actuosa
Baeocera actuosa – gatunek chrząszcza z rodziny kusakowatych, podrodziny łodzikowatych i plemienia Scaphisomatini.
Gatunek tan opisany został w 1881 roku przez Thomasa Brouna jako Scaphisoma actuosum. W 1996 roku Klimaszewski przeniósł go do rodzaju Scaphoxium. W rodzaju Baeocera umieszczony został w 2003 roku przez Ivana Löbla i Richarda A.B. Leschena.
Chrząszcz o silnie wypukłym z wierzchu ciele długości od 1,2 do 1,85 mm, barwy ciemnobrązowej do czarnej z jaśniejszymi czułkami i odnóżami oraz ochrowymi końcowymi segmentami odwłoka. Jedenasty człon czułków jest bardzo silnie wydłużony. Rzędy przyszwowe na pokrywach są wyraźne i sięgają od wierzchołka co najmniej do przedniej ¼ długości szwu. Obecne są również wyraźne rzędy epipleuralne. Tylna para skrzydeł jest w pełni wykształcona. Epimeryty śródtułowia zaopatrzone są w linie mezepimeralne. Zapiersie (metawentryt) ma bardzo delikatnie punktowane boki. Odnóża mają golenie wąskie u nasady, ku szczytowi zaś pogrubione. Samiec ma krótki i haczykowaty gonokoksyt z przedwierzchołkowym stylusem. Jego edeagus cechuje krótka w porównaniu z wyrostkiem wierzchołkowym nabrzmiała część nasadowa, brak bardzo delikatnych i łuskowatych struktur w woreczku wewnętrznym oraz wąskie, długie flagellum.
Owad endemiczny dla Nowej Zelandii, znany z Wyspy Północnej. Żeruje na różnych śluzowcach i podstawczakach.